# Cuccium
Cuccium je bila starorimska konjanička utvrda u Hrvatskoj na području današnjeg grada Iloka. Rimljani su ju sagradili nakon osvajanja ovih krajeva. Nalazila se na granici starorimske države, pa je pogranična utvrda imala ulogu obrane granice. Utvrda je također sagrađena radi nadzora dunavskog-panonskog puta.